# Мелилитолит
Мелилитолит (Melilitolite) — ультраосновная плутоническая порода щелочного ряда, состоящая из мелилита (40—70 %), пироксена(до 30 %), оливина (до 40 %), нефелина (до 40 %), титаномагнентита (5—10 %), часто второстепенных биотита или флогопита.

## Месторождения
Встречается в щелочных ультраосновных расслоенных комплексах, таких как Хибины, Ловозерский массив, Ковдор на Кольском полуострове и особенно в Маймеча-Котуйской магматической провинции на севере России и др.

## Ассоциация
Встречается с другими ультраосновными породами на полуострове Турий, Кольский полуостров.

## Разновидности
- Кугдит — разновидность оливинового мелилитолита, состоящая из мелилита, оливина, пироксена, нефелина и титаномагнентита (10—40 % оливина), распространён в массиве Кугда Маймеча-Котуйской провинции на севере России.
- Ункомпагрит — разновидность пироксенового мелилитолита, содержащая более 65 % мелилита и 10—30 % клинопироксена. Встречается в массиве Кугда и в интрузии Одихинга Маймеча-Котуйской провинции на севере России.
- Турьяит — разновидность мелилитолита, состоящяя главным образом из мелилита, клинопироксена и нефелина с второстепенными перовскитом, меланитом, гранатом и апатитом (10—30 % клинопироксена, 10—30 % нефелина). Описан в массиве Атырдяк Маймеча-Котуйской провинции на севере России и на Ковдорском массиве на Кольском полуострове.
- Окаит — местное название для разновидности гаюинового мелилитолита, состоящей в основном из мелилита и гаюина, содержащей биотит и перовскит (10—40 % нефелина или гаюина). Порода встречается в массиве Кугда и в интрузии Одихинга Маймеча-Котуйской провинции на севере России и массиве Ока в Канаде, по которому порода и названа.